# 基達尼夫卡
49°26′31″N 30°57′13″E / 49.44194°N 30.95361°E
基達尼夫卡（烏克蘭語：Киданівка）是位於烏克蘭北部的村莊，由基辅州奧布希夫區的博胡斯拉夫市鎮負責管轄。該村始建於1722年，面積3.2平方公里，海拔高度130米，2001年人口743，人口密度每平方公里232.2人。